# Ragang
Ragang is een bestuurslaag in het regentschap Pamekasan van de provincie Oost-Java, Indonesië. Ragang telt 2669 inwoners (volkstelling 2010).